# Struwit

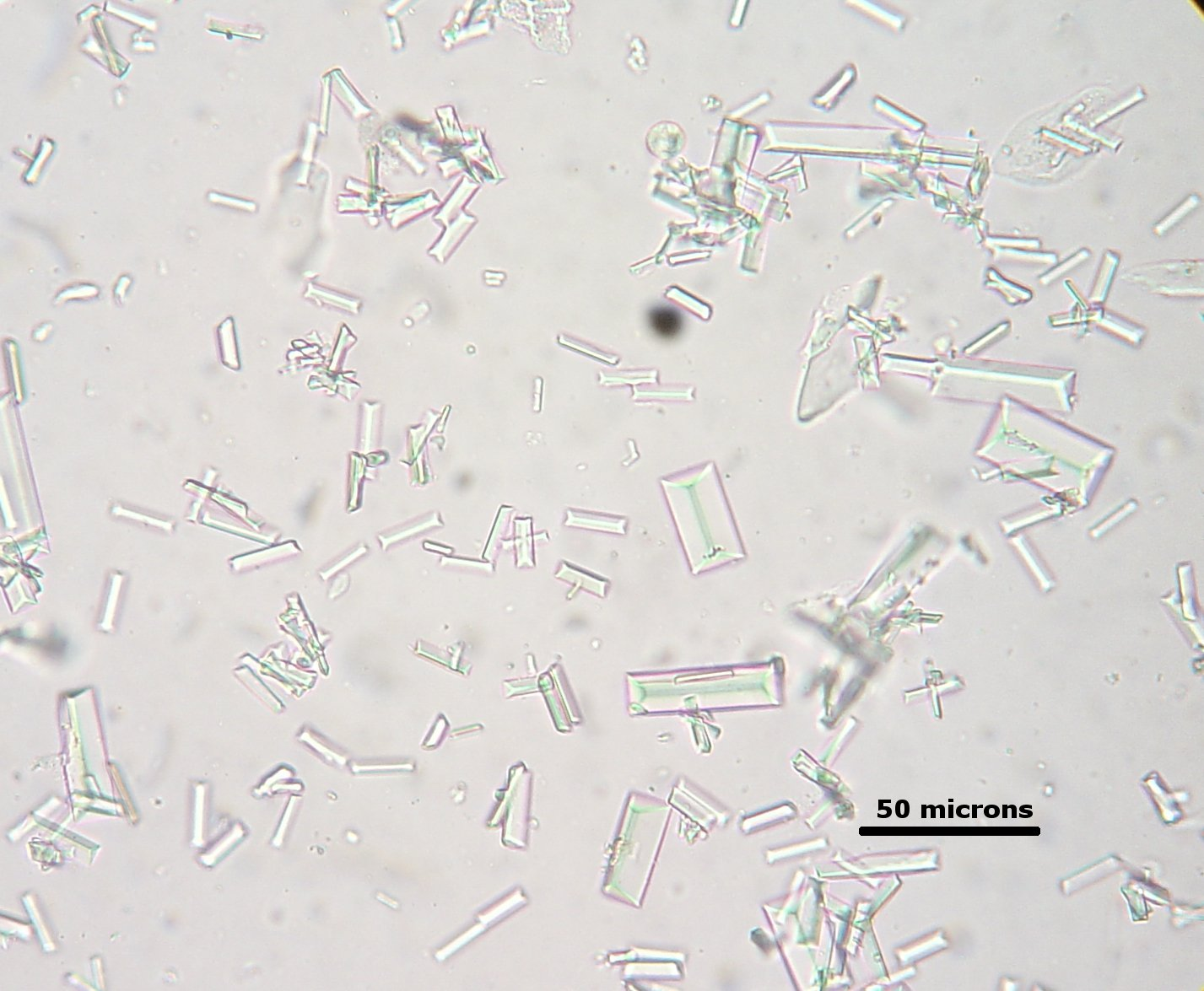
Struwit w moczu psa.

Struwit lub też guanit (fosforan magnezowo-amonowy) – mineralny, nieorganiczny związek chemiczny, opisany po raz pierwszy w 1845 roku.

## Charakterystyka

### Właściwości
Tworzy kryształy rombowe, krótkosłupowe, klinowe, grubotabliczkowe i wrosłe o szklistym połysku i brunatnej barwie. Łatwo ulega wietrzeniu, przechodząc w biały proszek.

### Występowanie

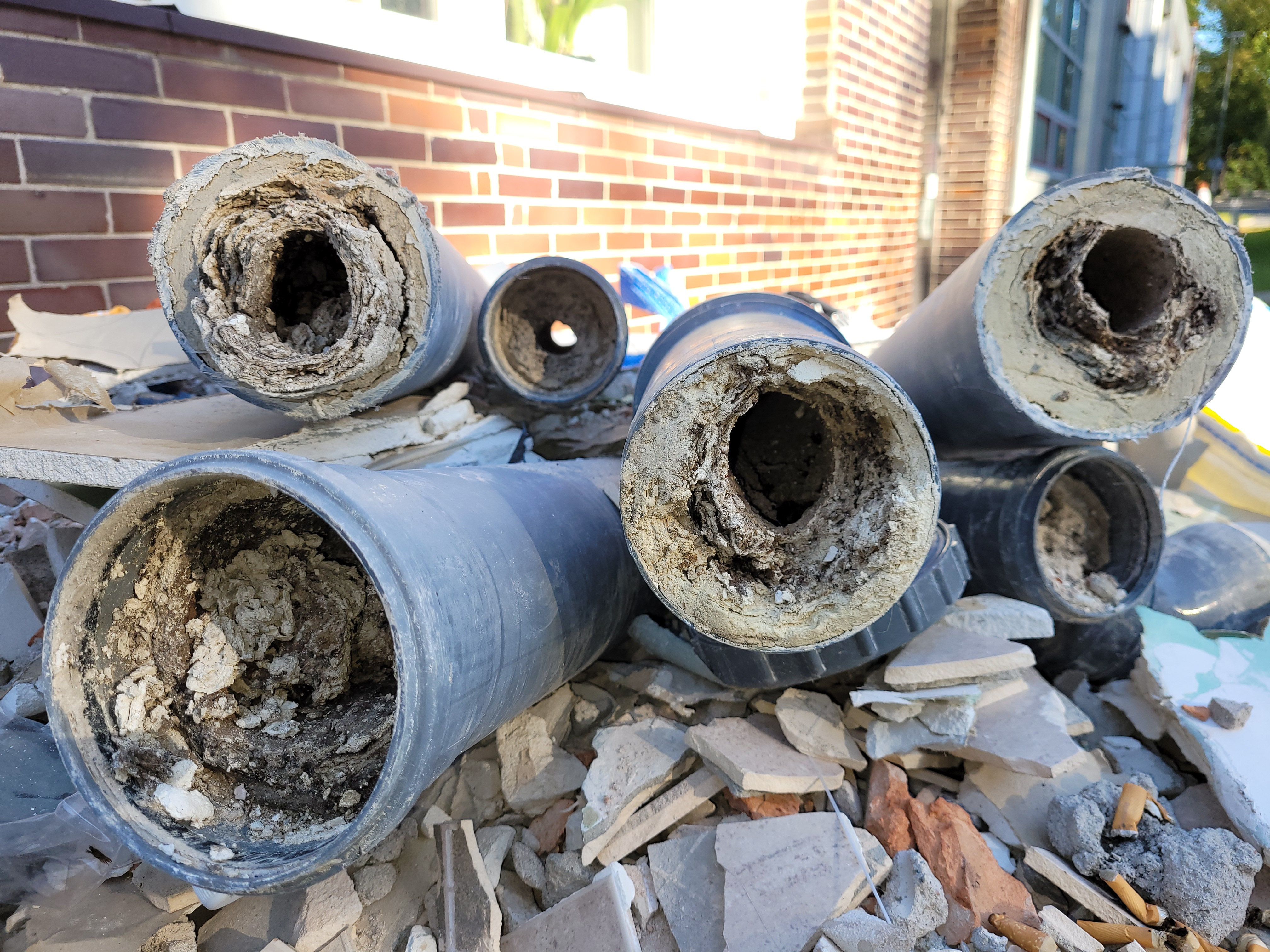
Struwit. Zapchane rury kanalizacyjne

Występuje w młodych osadach o dużym udziale substancji organicznych, w złożach guana, kościach kopalnych, zwłaszcza zębach mamutów, kopalniach nawozów, kanałach, w szlamie z licznymi szczątkami organicznymi. Powstaje także w organizmach ludzkich, tworząc jeden z rodzajów złogów (kamieni) moczowych tzn. kamica moczowa struwitowa.
Miejsca występowania: Niemcy – okolice Hamburga, Dania – Limfiord, Australia – Wiktoria (jaskinie Skipton koło Ballarat), RPA – Kraj Przylądkowy, Wyspa Reunion (Ocean Indyjski).
Prawdopodobnie fosforan magnezowo-amonowy był otrzymywany w starożytnym Rzymie (ok. I w n.e.) z moczu. 

### Zastosowanie
W starożytnym Rzymie był stosowany przez foluszników jako źródło gazowego amoniaku, do czyszczenia tkanin.